# Cartuyvels (familie)

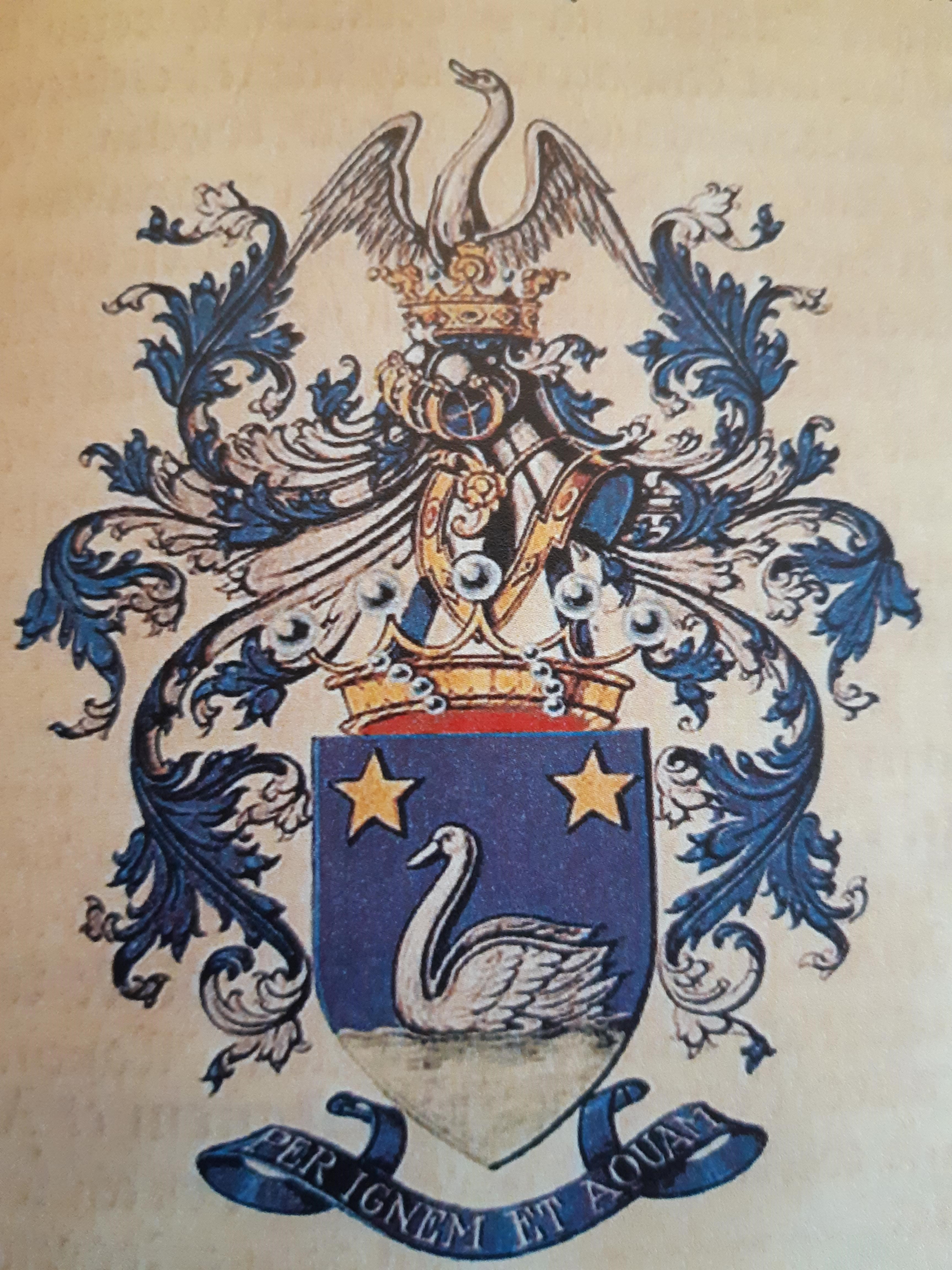
Wapenschild van de Familie Cartuyvels

Cartuyvels en Cartuyvels de Collaert is een Zuid-Nederlandse en Belgische notabele en adellijke familie uit het prinsbisdom Luik.

## Genealogie
I.                        Georges Cartuyvels (+ ca 1584), schepen van Jeuk, x Catherine Stasseyns (+ ca 1603)
II.                      Pierre Cartuyvels (+ ca 1643), schepen van Roost, x Catherine Smets (+ 1668)
III.                    A. Georges Cartuyvels, schepen van Jeuk, x Catherine Schepers (+1691)
B. Pierre Cartuyvels : zie hierna IIIbis
IV.                    Georges Cartuyvels (1635-1694), schepen en kapitein van Jeuk, x Marie Heusdens (+ 1693)
V.                      Pierre Cartuyvels (1672-1752), x Gertrude Poelmans
VI.                    Denis Cartuyvels (1698-1779), x Anne-Marie Tibaux
VII.                  Pierre-Eugène Cartuyvels (1740-1830), x Gertrude Dieudonné (1740-1830).
VIII.                A. Philippe-Godefroid Cartuyvels (1771-1852), burgemeester van Ligney, x Marie-Barbe Putzeys (1772-1842)
B. Eugène Cartuyvels : zie hierna VIIIbis
IX.                    A. Hyacinthe Cartuyvels (1805-1890), lid van het Nationaal Congres x Catherine Lochtmans (1812-1861)
B. Eugène Cartuyvels : zie hierna IXbis
X.                      Hyacinthe Eugène Cartuyvels (1849-1893).
XI.                    Jules Cartuyvels (1843-1919), x Maria Van der Linden (1856-1933)
XII.                  Pierre Cartuyvels (1889-1966), x Theodora Wautier (1889-1963)
XIII.                 Jean-Pierre Cartuyvels (zie hierna)
XIV.                Benoît Cartuyvels (°1948)

IXbis.        Eugène Cartuyvels (1806-1886), x Constance Hanson (1819-1877).
X.               Alfred Cartuyvels (1842-1918), burgemeester van Braives, x Louise Marcq (1842-1913)
XI.              Philippe Cartuyvels (1888-1969), x Marie Kempeneers (1887-1976)
XII.             Philippe Cartuyvels (1911-1997), x Yvonne van der Straten Waillet (1922-2002)
XIII.            Alphonse-Philippe Cartuyvels (°1962)
XIIIbis.      Charles Cartuyvels (°1963)
XIIIter.     Pierre Cartuyvels (°1965)

VIIIbis.     Eugène Cartuyvels (1779-1857), burgemeester van Lens-Saint-Remy, x Jeanne Malaise (1800-1871).
IX.              Ferdinand Cartuyvels de Collaert (1825-1883), x Elodie Delpier (1832-1861), xx Adrienne van der Straten de Wallay (1836-1925).
X.               Paul Cartuyvels de Collaert (zie hierna)
Xbis.         Charles Cartuyvels de Collaert (zie hierna)
XI.              Georges Cartuyvels de Collaert (°1913)
XII.            Bernard Cartuyvels de Collaert (°1966)
Xter.         Alphonse Cartuyvels de Collaert (zie hierna)

IIIbis.       Pierre Cartuyvels (+1688), x Ode Ulens (+1691)
IV.              Eustache Cartuyvels (+1718), schepen en schout van Borlo, schepen van Muizen, x Marie Heusdens
V.               Eustache Cartuyvels, x Barbe Meyers
VI.              Guillaume Cartuyvels (1746-1811), x Marie-Agnès Lowet
VII.            Jacques-François Cartuyvels (1777-1832), x Anne-Marie Fabry (°1778)
VIII.           Pierre Cartuyvels (1803-1844), Jeanne van Vinckeroy (1806-1908)
IX.              Clément Cartuyvels (1842-1921), burgemeester van Sint-Truiden, volksvertegenwoordiger, x Florence Macors (1841-1881)
X.               Paul Cartuyvels (zie hierna).

## Geschiedenis

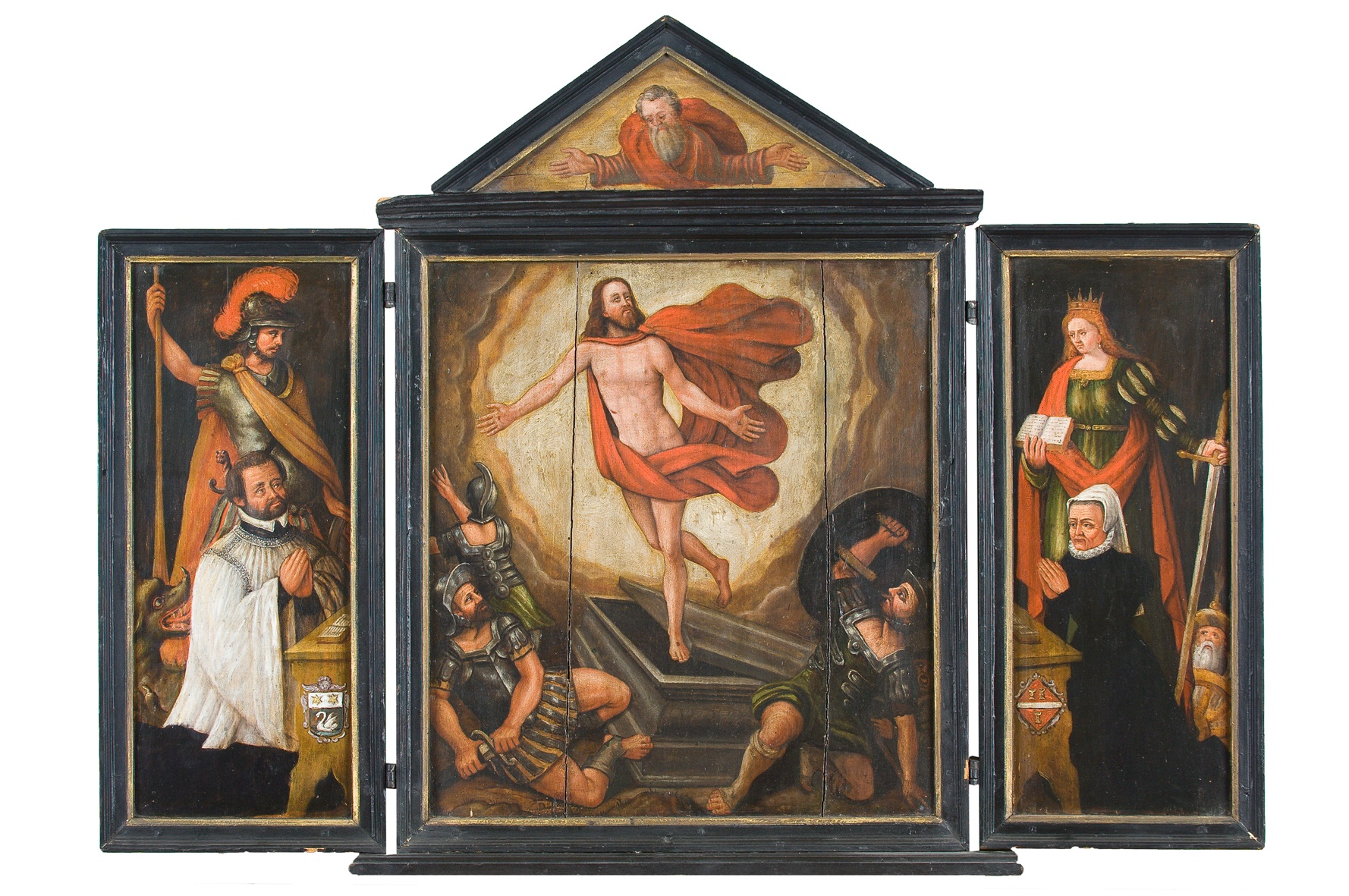
Drieluik de “Verrijzenis van Christus”, 16de eeuw, Begijnhofkerk van Sint-Truiden, met portretten van de schenkers Georges Cartuyvels en Catharina Stasseyns. Wapenschilden Cartuyvels en Stasseyns.

De eerste verwijzing naar de naam is die van Johannes Cortuvel die, in de tweede helft van de 14e eeuw, goederen bezat in Corpt bij Herk-de-Stad (zie : WOLTERS, Historische nota...). In 1463 verzegelt Willem Corthovelen, schepen van Cosen, een handvest van de landcommanderij van Alden Biesen (zie : J. GRAUWELS, Inventaris ...). Georges Cartuyvels (1520-1584), schepen en meester van de armentafel in Jeuk, is de stamvader van alle huidige takken van de familie (zie : J.J. van ORMELINGEN, De oudste generaties... ). Zijn zoon, Georges Cartuyvels, vicaris van het begijnhof van Sint-Truiden vanaf 1565, schonk samen met zijn moeder Catherine Stasseyns een drieluik van de Verrijzenis van Christus aan de begijnhofkerk. Op de zijluik van de schenker staat het wapenschild van de familie afgebeeld, op blauw, een zilveren, zwemmende zwaan met in het schildhoofd twee gouden sterren. Een andere zoon, Pierre, was schepen in Roost, diens zoon en kleinzoon, schepenen in Jeuk.
De verschillende takken van de familie verspreidden zich in de ruime omgeving van Sint-Truiden en het oosten van het vruchtbare Haspengouw. Zij oefenden er vrije beroepen uit, werden dekens van ambachtsgilden en uitbaters van vierkantshoeven. Zij bekleedden vooraanstaande openbare ambten zoals burgemeester, schepen, schout, notaris of griffier van hoge rechtbanken. De familie bracht ook heel wat geestelijken voort zoals Pierre Remacle Cartuyvels (1640-1724), pastoor van de Heilige Grafkerk en vervolgens van de Begijnhofkerk van Sint-Truiden, beheerder, weldoener en stichter van studiebeurzen.
Pierre-Eugène Cartuyvels (1740-1830) kocht in 1787 het oude karmelietenklooster van Lens-Saint-Remy dat door de religieuze politiek van Keizer Jozef II was afgeschaft. Hij plantte zo de familie stevig in op Waals Haspengouwse grond. Met zijn echtgenote Gertrude Dieudonné had hij veertien kinderen. Zijn kleinzoon Hyacinthe Cartuyvels (1805-1890), was lid van het  Nationaal Congres. Diens zoon, Monseigneur Charles Cartuyvels (1835-1907) was vice-rector van de universiteit van Leuven en een befaamde voorvechter van de Katholieke Kerk. Zijn neef uit de tak van Buvingen, Guillaume Cartuyvels (1835-1860), was pauselijke zoeaaf en sneuvelde tijdens de slag bij Castelfidardo in Italië. Een ander lid van die tak, Jean Louis Cartuyvels (1811-1874) was missionaris  redemptorist en stichtte Belgische kolonies in Elk County in Pennsylvania en Kankakee County in Illinois.
Een andere kleinzoon van Pierre-Eugène, Eugène Cartuyvels (1806-1886), was een pionier van de meel- en suikerindustrie in België en stichtte rond 1870 een eerste suikerfabriek. Drie van zijn vier zonen richtten in 1889 de suikerfabriek van Oreye op, die in de loop van de volgende eeuw zou opgaan in de Tiense Suikerraffinaderij. Een kleinzoon van Eugène was de Frans genaturaliseerde romanschrijver Maurice Cartuyvels (1874-1946), gekend onder de naam Maurice de Waleffe, die in 1920 de wedstrijd Miss Frankrijk oprichtte.
In de 20ste eeuw bekleedden Clément Cartuyvels (1842-1921) gedurende 20 jaar en Paul Cartuyvels (1872-1940) gedurende 5 jaar de burgemeestersfunctie in Sint-Truiden. Een achterkleinzoon van Eugène, Philippe Cartuyvels (1911-1997), stond na de Tweede Wereldoorlog mee aan de basis van de Benelux Unie, waarvan hij vijftien jaar lang adjunct-secretaris-generaal was.

## Jean-Pierre Cartuyvels
Jean-Pierre Marie Louis Ghislain Cartuyvels (Schaarbeek, 19 december 1923 - 7 december 2018), doctor in de rechten, schepen in Kraainem, werd in 1968 opgenomen in de Belgische erfelijke adel, met de titel ridder overdraagbaar bij mannelijke eerstgeboorte. Hij trouwde in Leuven in 1947 met Françoise Martens (1924- ). Ze kregen zeven kinderen, met afstammelingen tot heden.

## Paul Cartuyvels de Collaert
Paul Marie Alphonse Cartuyvels de Collaert (Luik, 26 januari 1861 - Namen, 26 april 1914), burgemeester van Lens-Saint-Remy, schepen van Namen, provincieraadslid in de provincie Namen. Hij werd in 1903 opgenomen in de Belgische erfelijke adel en kreeg in 1906 de titel baron, overdraagbaar bij mannelijke eerstgeboorte. Hij trouwde in Namen in 1885 met Elisabeth Fallon (1862-1942). Ze kregen een zoon en twee dochters. Deze familietak is uitgedoofd.

## Charles Cartuyvels de Collaert
Charles Ferdinand Adrien Marie Constant Joseph Cartuyvels de Collaert (Bléhen, 19 februari 1867 - Sint-Pieters-Woluwe, 25 maart 1934), kolonel bij de cavalerie, trouwde in Namen in 1893 met Lucie Eloin (1874-1940). Hij werd in 1903 opgenomen in de Belgische erfelijke adel en kreeg in 1921 de titel baron, in 1927 overdraagbaar gemaakt bij mannelijke eerstgeboorte. Met afstammelingen tot heden. Deze tak staat op uitsterven.

## Alphonse Cartuyvels de Collaert
Alphonse Marie Joseph Prosper François Cartuyvels de Collaert (Bléhen, 2 januari 1869 - Namen, 31 oktober 1939). Hij werd in 1903, samen met zijn broers, opgenomen in de Belgische erfelijke adel. Hij bleef vrijgezel.

## Paul Cartuyvels
Marie Guillaume Paul Cartuyvels (Sint-Truiden, 11 september 1872 - 27 maart 1940), burgemeester van Sint-Truiden, senator, notaris. Hij werd in 1936 opgenomen in de Belgische erfelijke adel, met de persoonlijke titel ridder. Hij trouwde in 1901 in Luik met Marie Seny (1874-1949). Ze kregen drie zoons, maar zonder verdere afstammelingen.

## Landgoederen
- Voormalig Karmelietenklooster van Lens-Saint-Remy
- Kasteel Rochendaal in Bevingen
- Kasteel Hooleyck in Landen
- Kasteel Le Bosquet in Les Waleffes
- Kasteel van La Plante in Namen
- Kasteel van Bléhen in Hannuit